# Selenops dufouri
Selenops dufouri és una espècie d'aranyes araneomorfes de la família dels selenòpids (Selenopidae). Aquest gènere fou descrit per primera vegada l'any 1863 per A. Vinson.
Aquesta espècie viu a Madagascar i a l'Illa de la Reunió. Aquesta espècie s'anomena així en honor de Léon Dufour.
La femella holotip fa 12 mm.